# Alexander Hemala
Alexander Hemala (* 3. září 1952 Brno) je český televizní moderátor a hlasatel.

## Život
Pochází z Ořechova u Brna z herecké rodiny. Otec Roman Hemala působil v Městském oblastním divadle v Brně, matka hrála v divadelním ochotnickém souboru. Poté, co jeho otec dostal v roce 1960 nabídku z Prahy, přestěhovala se celá rodina do hlavního města, kde později vystudoval Fakultu žurnalistiky Univerzity Karlovy.
V Československé a později České televizi pracoval od roku 1973. Byl nejdéle sloužícím hlasatelem veřejnoprávní televize, když byla v roce 2005 tato funkce zrušena. V České televizi posléze začal působit jako režisér denního vysílání a věnoval se i moderování v rozhlase a na společenských akcích.
Sekvence s Alexandrem Hemalou uvádějícím film ve stylu Československé televize začala být v kinech od roku 2006 promítána před filmy distribuovanými společnosti Aerofilms, spjaté s pražskými kiny Aero a Světozor. V roce 2007 vystupoval rovněž v trikových spotech, které v kinech propagovaly takzvanou adopci sedaček jako formu sponzoringu rekonstrukce pražského kina Světozor.
V roce 2010 se zúčastnil 4. ročníku televizní taneční soutěže a show StarDance ...když hvězdy tančí. Také se zúčastnil akce SFC (Scream for Cool). Od 31. srpna 2014 do února 2015 provázel pořadem Receptář prima nápadů, kde nahradil Přemka Podlahu. Na TV Barrandov  moderoval pořad Dobrý večer Česko a na Rádiu Impuls moderuje pořad Televizní impulsy, kde zve na to nejzajímavější z nabídky tv stanic.
Zahrál si ve filmu Bastardi od režiséra Tomáše Magnuska a stal se tváří reklamní kampaně mobilního operátora T-Mobile, dále se objevil v reklamě společnosti TCL a ve spotech s Kazmou na Prima Cool.
Je ženatý a má tři děti.